# Phrudocentra stellataria
Phrudocentra stellataria är en fjärilsart som beskrevs av Heinrich Benno Möschler 1886. Phrudocentra stellataria ingår i släktet Phrudocentra och familjen mätare. Inga underarter finns listade i Catalogue of Life.